# Spaanse trams in Utrecht
Na de Zwitserse trams en de Weense trams zijn de Spaanse trams de derde reeks trams voor de Utrechtse sneltram. Voor de Utrechtse Uithoflijn is in 2014 een serie van 27 vijfdelige trams besteld bij de Spaanse fabrikant Construcciones y Auxiliar de Ferrocarriles (CAF). Het betreft trams van het type Urbos 100 (voorheen Urbos 3).
De tramserie is geproduceerd in Zaragoza. Het getal 100 in de type-aanduiding verwijst naar 100% lage vloer. De 27 trams zijn in 2017-2018 geleverd en met de opening van de Uithoflijn op 14 december 2019 in gebruik genomen.
De eerste tram (6001) werd op 9 december 2016 bij de remise in Nieuwegein afgeleverd. Op 18 januari 2017 was hij aldaar door het publiek te bezichtigen, tevens werd de bestelling van 22 zevendelige trams bekend gemaakt. Eind 2017 waren er negen nieuwe trams afgeleverd. De eerste proefrit met een Urbos 100 op (een klein stukje van) de Uithoflijn vond plaats op 1 oktober 2017.
Voordat de trams in productie werden genomen konden personeel en belangstellenden in de sneltramremise te Nieuwegein kennis maken met de tram in de vorm van een mock-up van twee bakken. Toekomstige gebruikers konden stemmen over o.a. kleur van de stoelbekleding en uitvoering van de diverse handgrepen.
CAF levert trams van dit type ook aan o.a. Amsterdam, Belgrado, Birmingham, Sydney en Zaragoza. Een opvallend verschil met de aan andere steden geleverde Urbos 100 trams is het ontbreken van deuren in de voorste- en achterste bak (direct achter de bestuurderscabine). Deze smalle deuren zouden niet bevorderlijk zijn voor de snelle passagiersdoorstroming. De trams worden voorzien van klimaatbeheersing voor zowel bestuurder als passagiers. Om het piepen in bogen tegen te gaan zijn de trams voorzien van wielflenssmering. De trams zijn tevens uitgerust met zandstrooiers, camera's aan de zijkant en een black box. Ze zijn voorbereid op de installatie van Greentech FreeDrive, een systeem van CAF om remenergie op te slaan en een stukje zonder bovenleiding te kunnen rijden. Vanuit Utrecht worden contacten met Birmingham onderhouden om gebruik te kunnen maken van de opgedane ervaringen in deze Engelse stad die 20 soortgelijke trams in 2013-2015 geleverd kreeg.
De verbouwing van de sneltramlijn naar Nieuwegein en IJsselstein, waarvoor onder meer de perrons worden verlaagd, is uitgevoerd in de periode 2020-2021. Ter vervanging van de Zwitserse trams uit 1983 rijden vanaf 3 januari 2021 de nieuwe lagevloertrams tussen Utrecht en Nieuwegein-Zuid.
Hiervoor is een aanvullende bestelling van 22 zevendelige trams bij CAF geplaatst. Deze trams zijn dus langer dan de eerste serie, maar verder identiek. De tramcompositie (baktypes) is Mc-S1-R-S2-T-S1-Mc. De maximale tramlengte is 75 meter, wat gelijk staat aan een combinatie van een vijf- en een zevendelige tram.
De eerste zevendelige tram werd op 9 mei 2019 in twee delen bij de remise in Nieuwegein afgeleverd. De overige 21 trams volgden vanaf november 2019. Als gevolg van de Coronacrisis lag de aflevering van de trams uit Spanje in het voorjaar van 2020 enige tijd stil, waardoor niet alle trams op tijd afgeleverd zullen zijn voor de start van de exploitatie na de verbouwing van de Nieuwegeinlijn.
De provincie Utrecht overwoog voor de Uithoflijn om nog 5 zevendelige trams extra aan te schaffen omdat, door langere rijtijden dan voorzien, de geplande omloop niet uitgevoerd kan worden. In november 2020 werd bekend dat deze trams bij CAF zijn besteld.
De doorgaande dienst tussen Nieuwegein / IJsselstein enerzijds en de Uithof anderzijds zou in december 2020 van start gaan, maar door corona werd dit uitgesteld naar de zomer van 2021. Door uitgelopen werkzaamheden en levering van de vijf extra trams werd dit pas in juli 2022 gerealiseerd. De kosten van deze vertraging worden op circa 14 miljoen euro geschat.

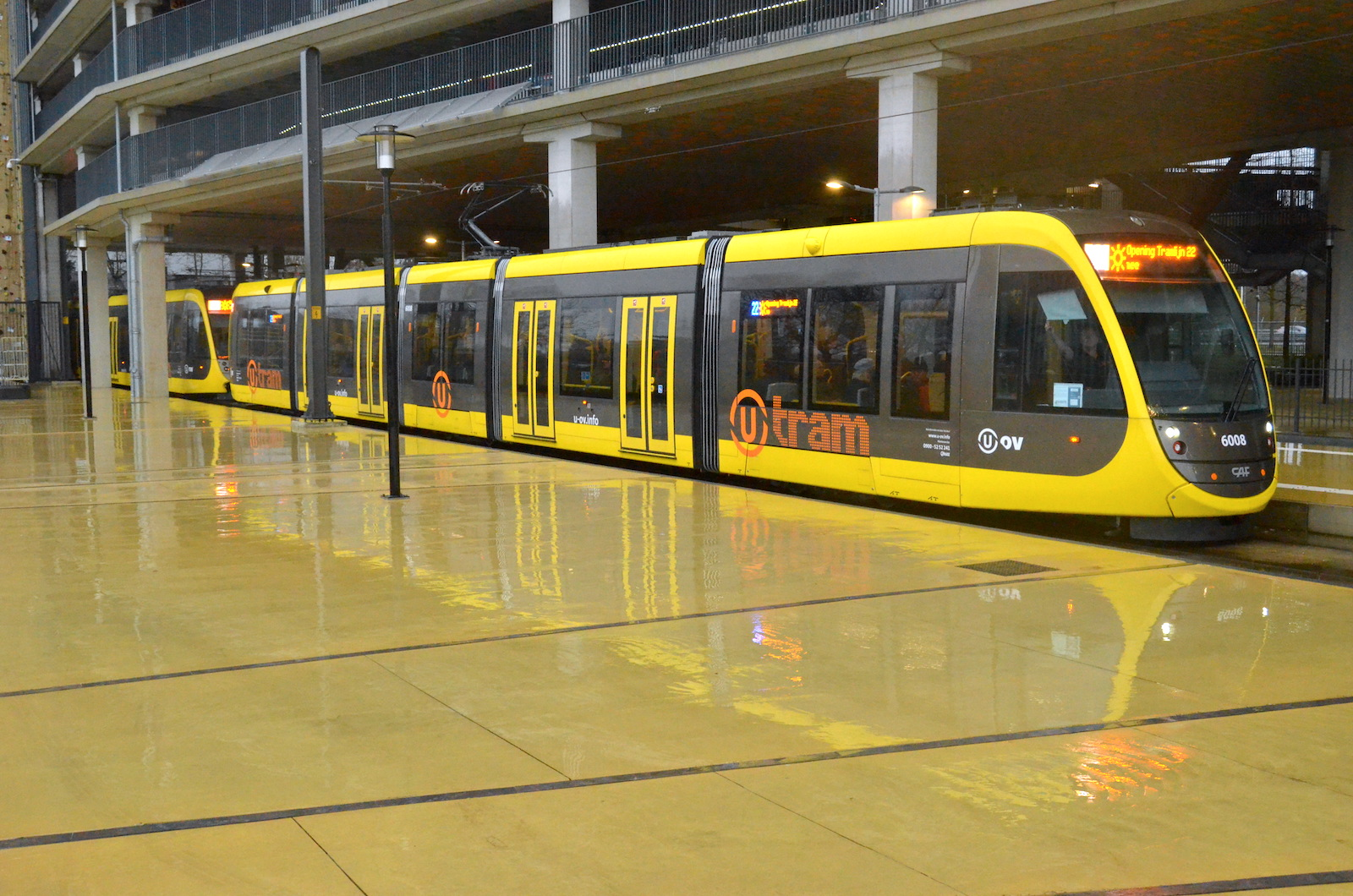
Tramstel 6008 van de Uithoflijn op de halte P+R Science Park, op de openingsdag; 14 december 2019.
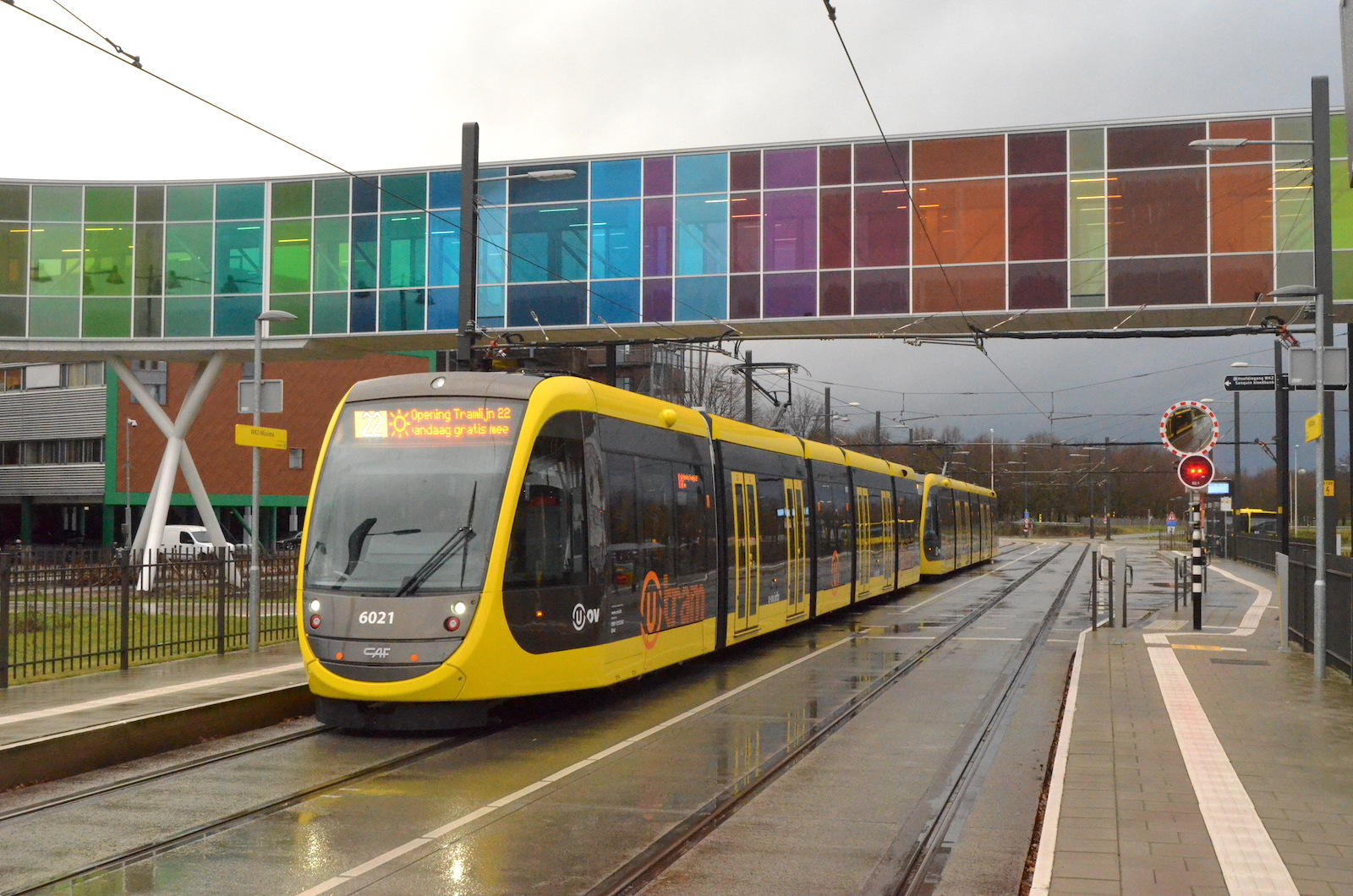
Tramstel 6021 van de Uithoflijn op de halte WKZ / Maxima, op de openingsdag; 14 december 2019.
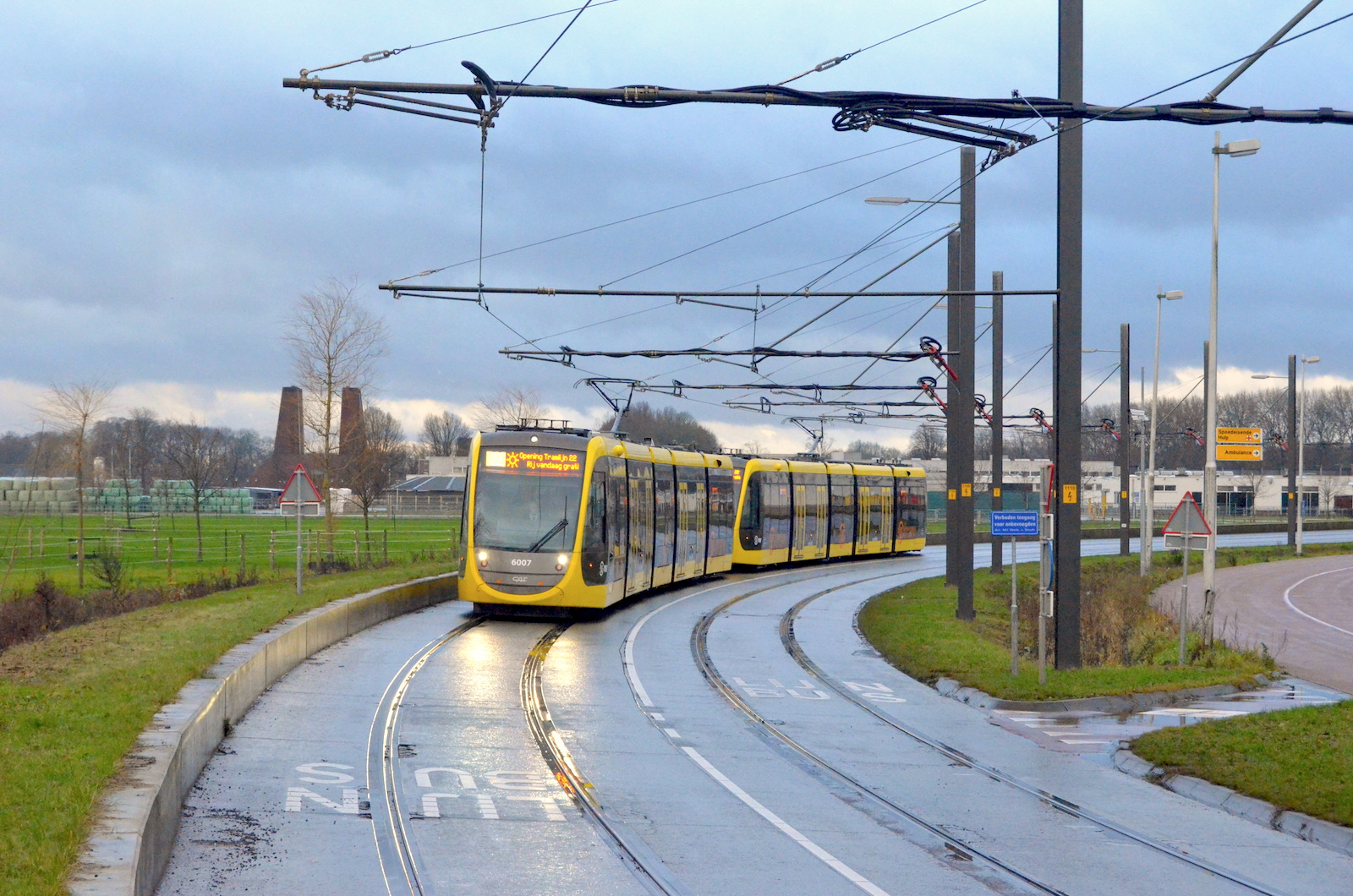
Tramstel 6007 van de Uithoflijn in de boog tussen de haltes UMC Utrecht en WKZ / Maxima, op de openingsdag; 14 december 2019.
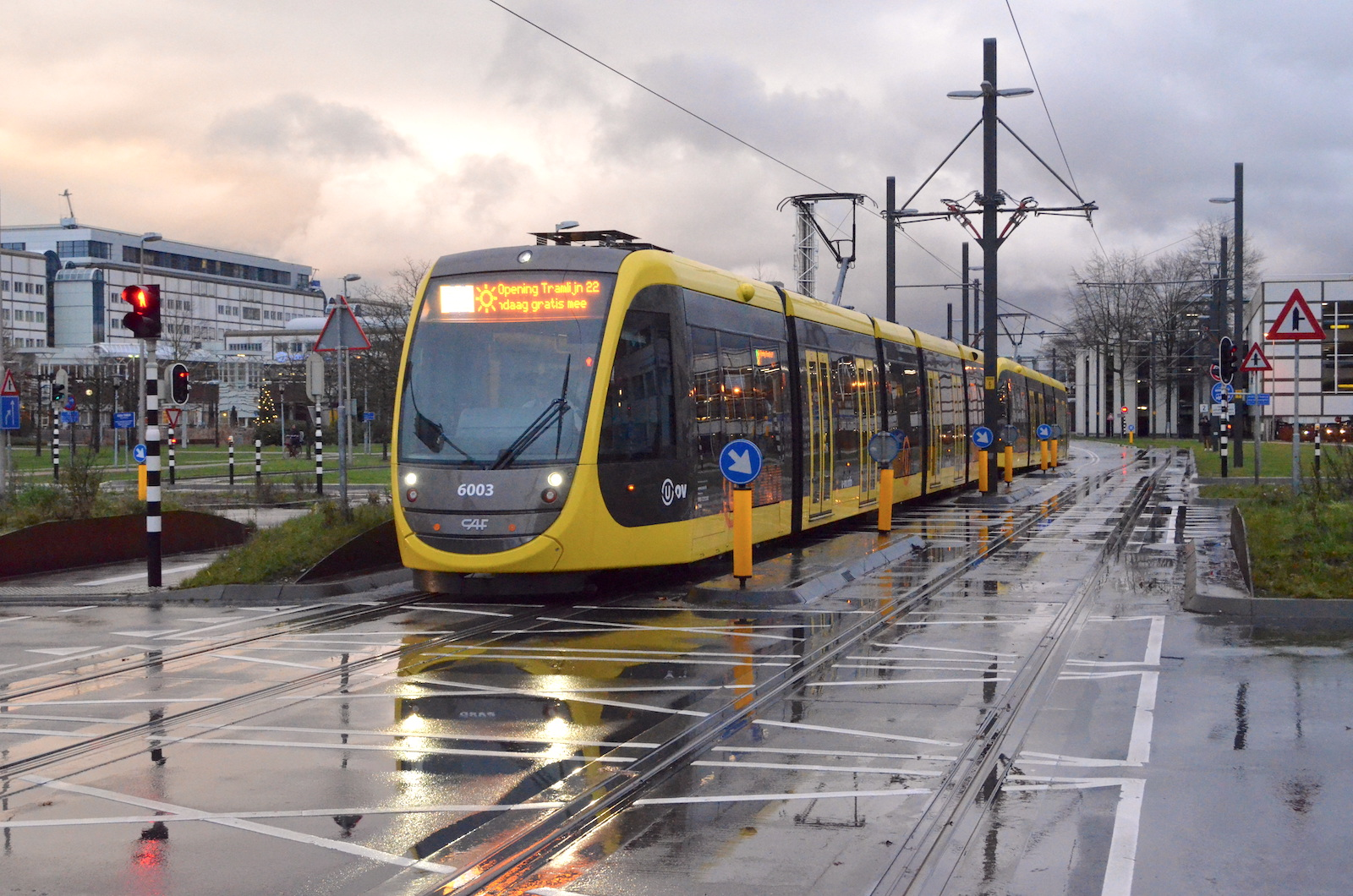
Tramstel 6003 van de Uithoflijn op de kruising met de Universiteitsweg, op de openingsdag; 14 december 2019.
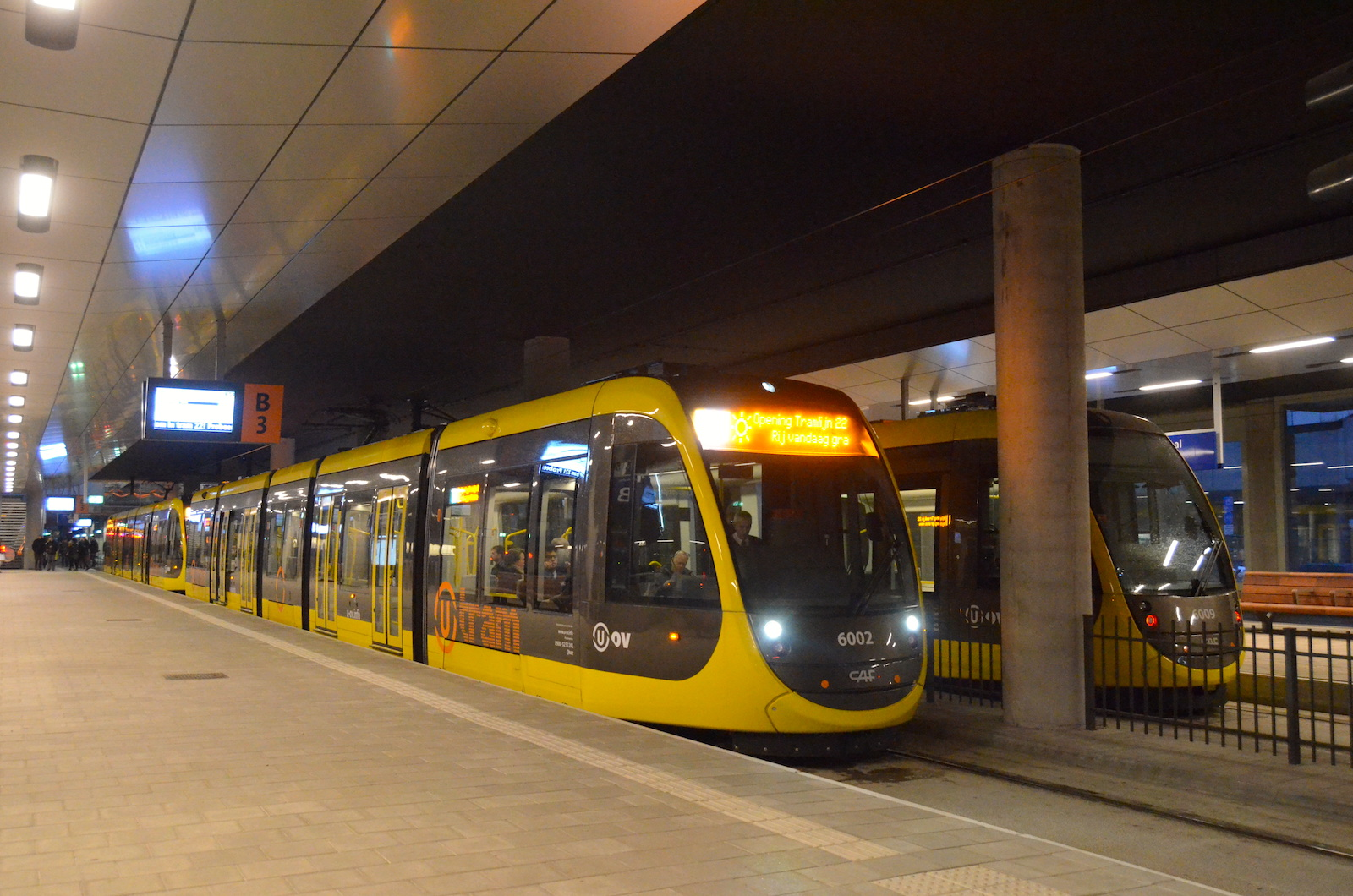
Tramstel 6002 van de Uithoflijn op de halte Utrecht CS Centrumzijde, op de openingsdag; 14 december 2019.
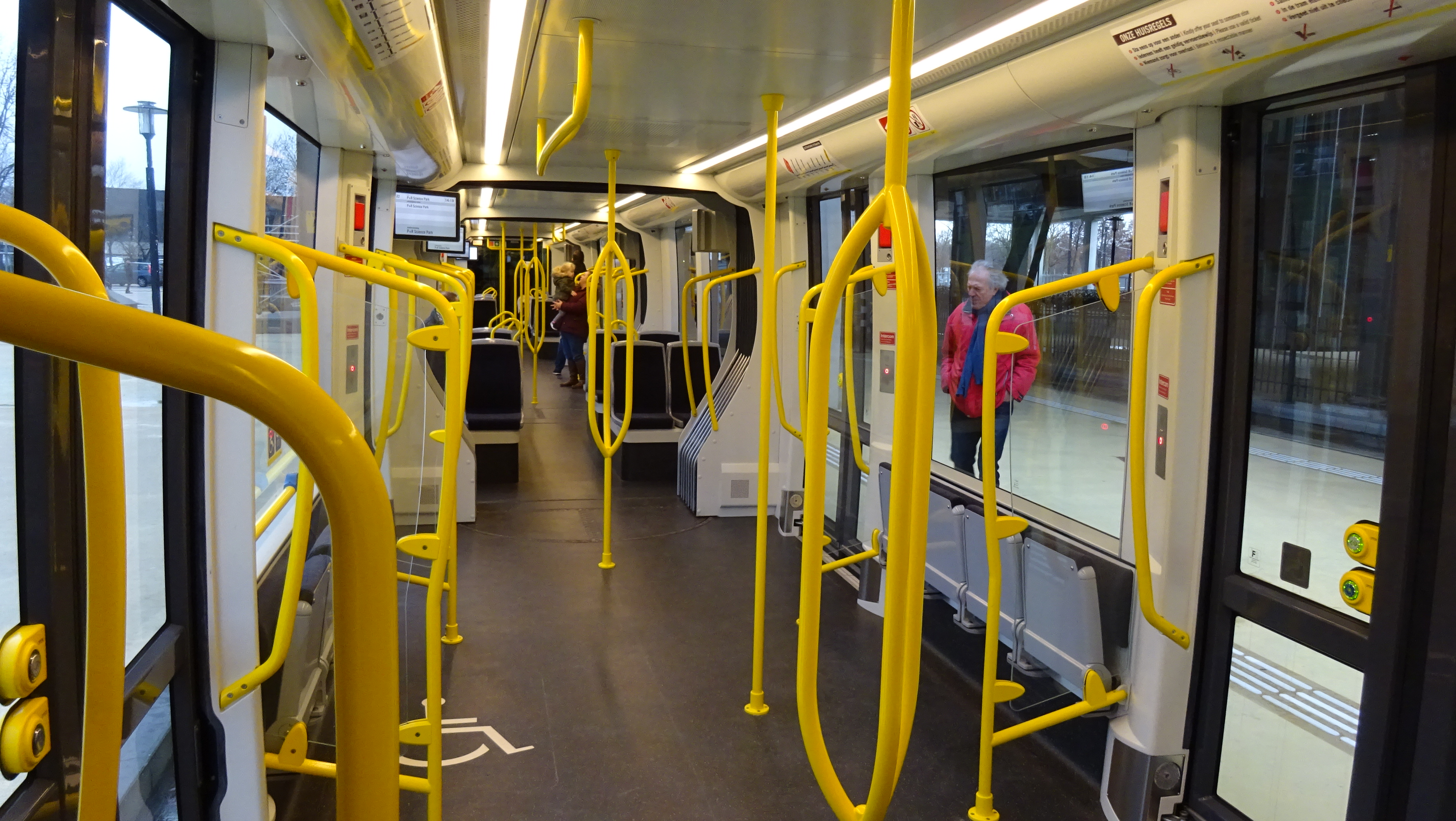
Interieur van de tram.
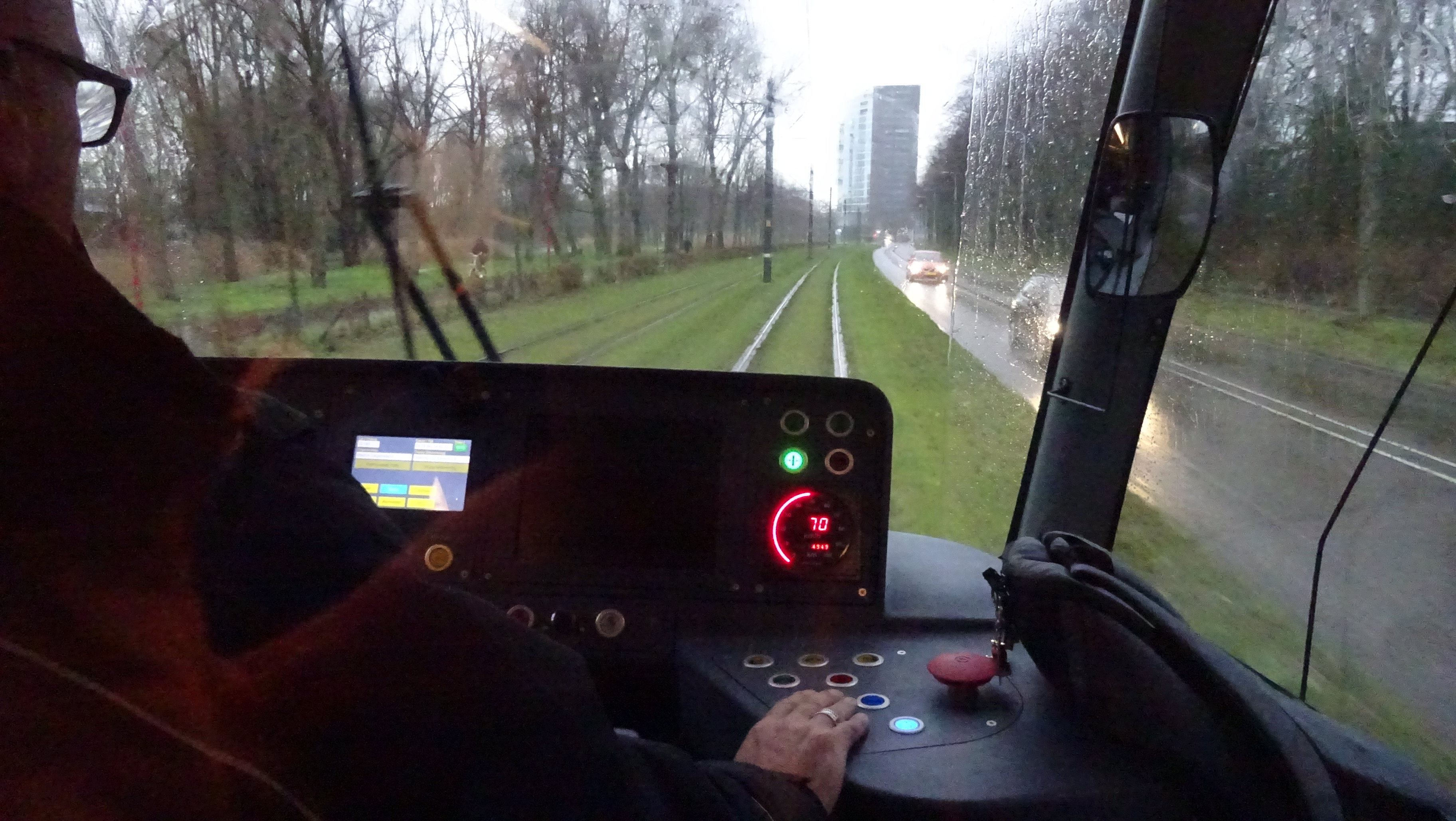
Uitzicht over de schouder van een trambestuurder.
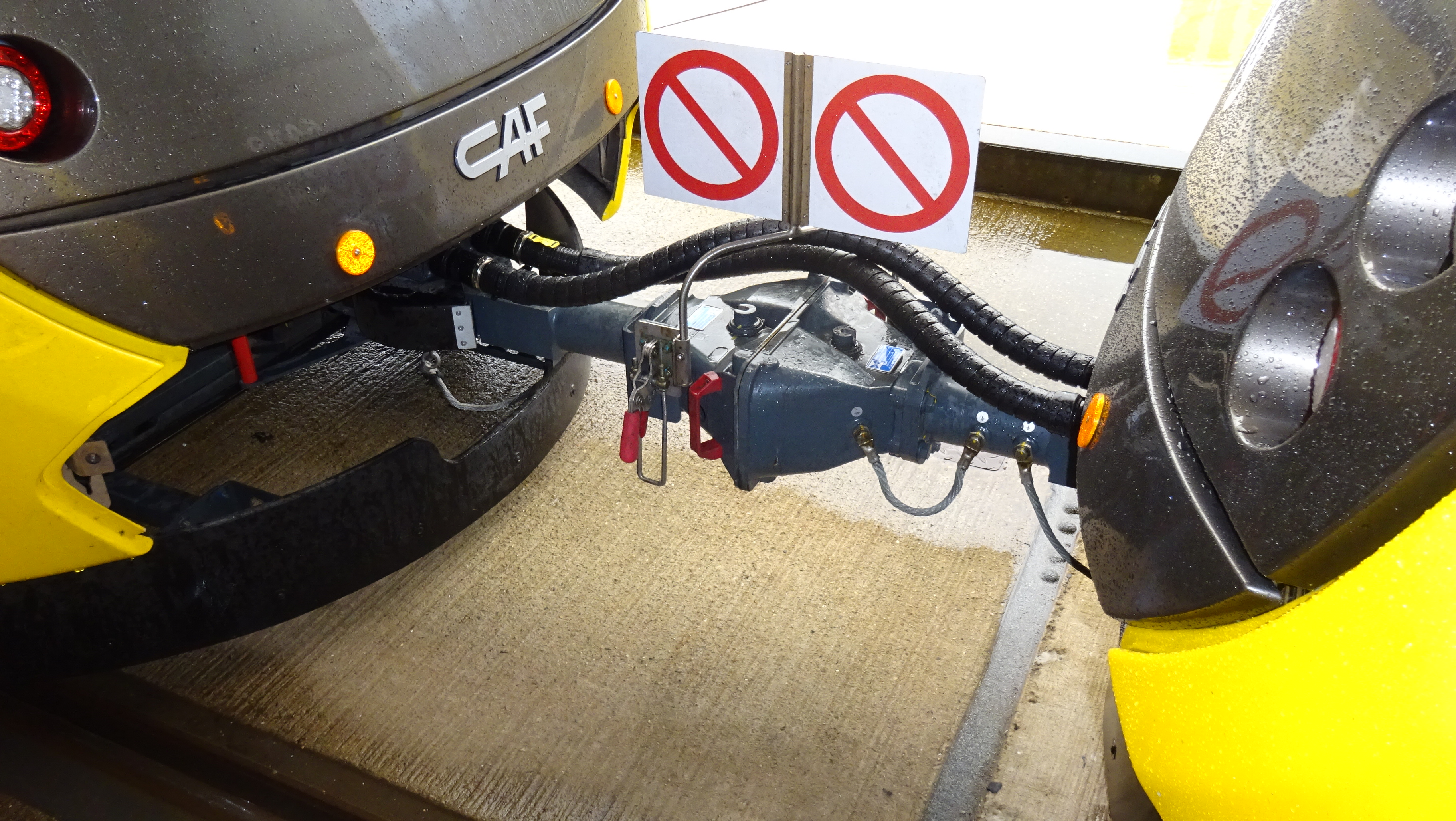
Koppeling tussen twee trams.